# 貝塚出入口 (大阪府)
貝塚出入口（かいづかでいりぐち）は、大阪府貝塚市の阪神高速道路4号湾岸線の出入口。
2025年（令和7年）3月25日より北行・南行ともに入口料金所がETC専用になっている。

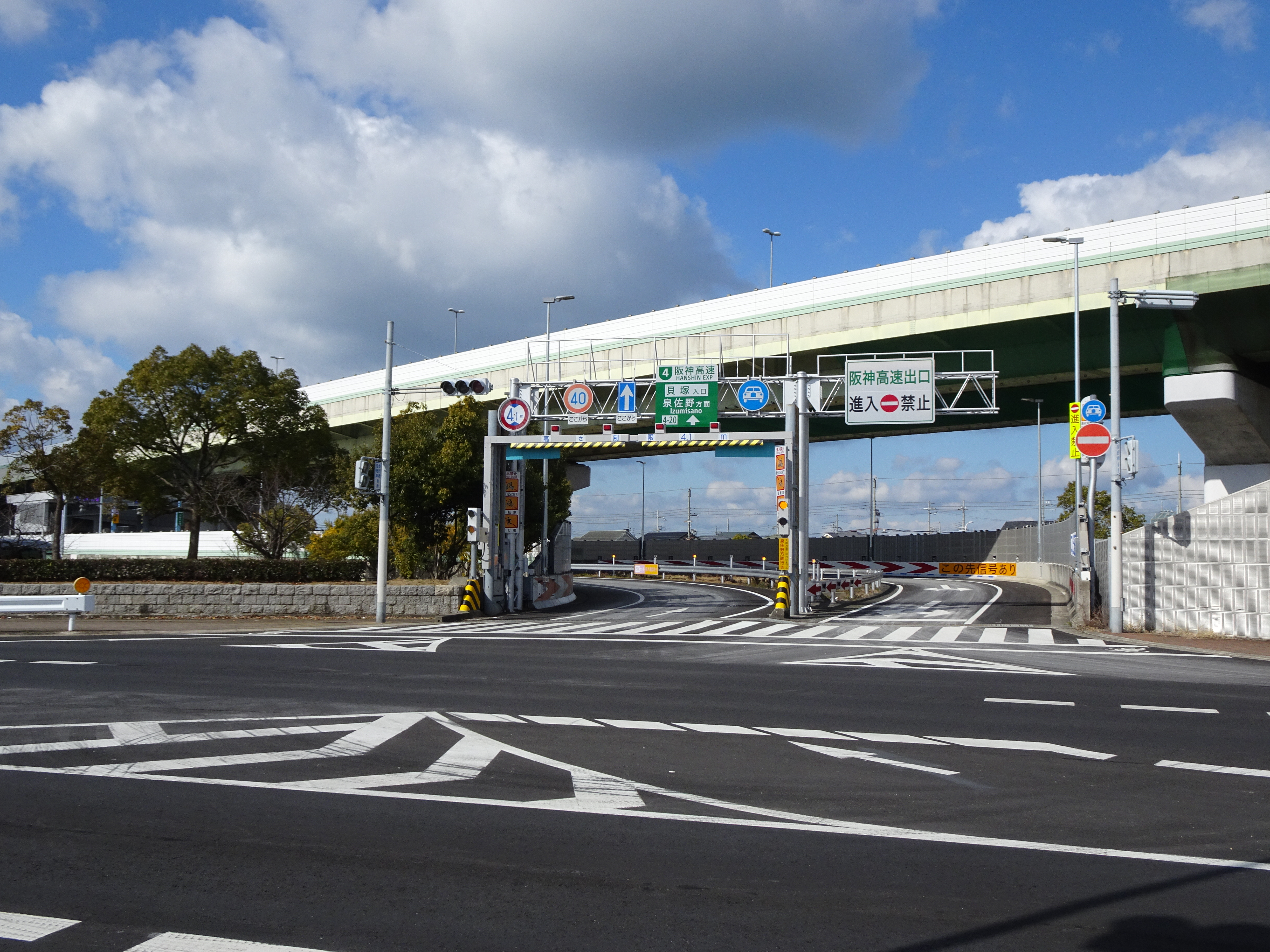
貝塚出入口

## 道路
- 阪神高速4号湾岸線(4-19,4-20)

## 料金所

### 貝塚（北行）料金所
- ブース数：2
  - ETC専用：1
  - サポート：1

### 貝塚（南行）料金所
- ブース数：2
  - ETC専用：1
  - サポート：1

## 周辺
- 二色の浜公園
- 高龗神社・脇浜戎大社 - 泉佐野方面出入口（4-20）が接続する大阪府道29号大阪臨海線の貝塚ランプ南交差点に面して、高さ9メートルの朱塗りの大鳥居が建っている。
- ビッグモーター二色の浜店

## 隣
阪神高速4号湾岸線
(4-17,4-18)岸和田南出入口 - (4-19,4-20)貝塚出入口 - (4-21)泉佐野北出入口